# Giel-Courteilles
Giel-Courteilles település Franciaországban, Orne megyében. Lakosainak száma 484 fő (2022. január 1.). Giel-Courteilles Champcerie, Habloville, Putanges-le-Lac, Monts-sur-Orne és Écouché-les-Vallées községekkel határos.

## Népesség
A település népességének változása:
| Lakosok száma | 453  | 435  | 679  | 430  | 448  | 458  | 468  | 476  | 484  |
|               | 2013 | 2015 | 2016 | 2017 | 2018 | 2019 | 2020 | 2021 | 2022 |